# Санта Елизабета (Сондрио)
Санта Елизабета је насеље у Италији у округу Сондрио, региону Ломбардија.
Према процени из 2011. у насељу је живело 123 становника. Насеље се налази на надморској висини од 1166 м.